# Eparchia di Sydney e di Australia-Nuova Zelanda

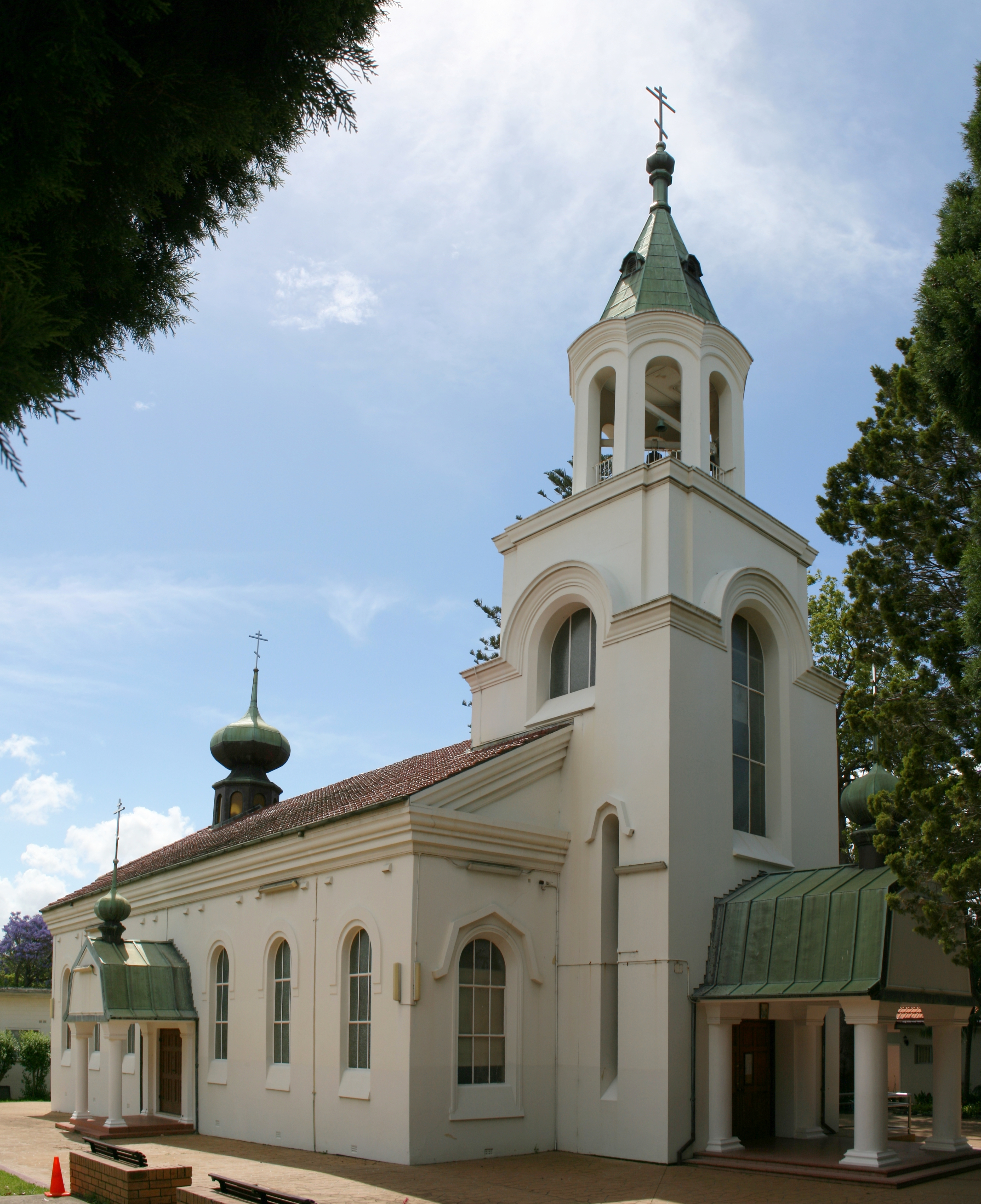
La cattedrale dei Santi Pietro e Paolo a Sydney.

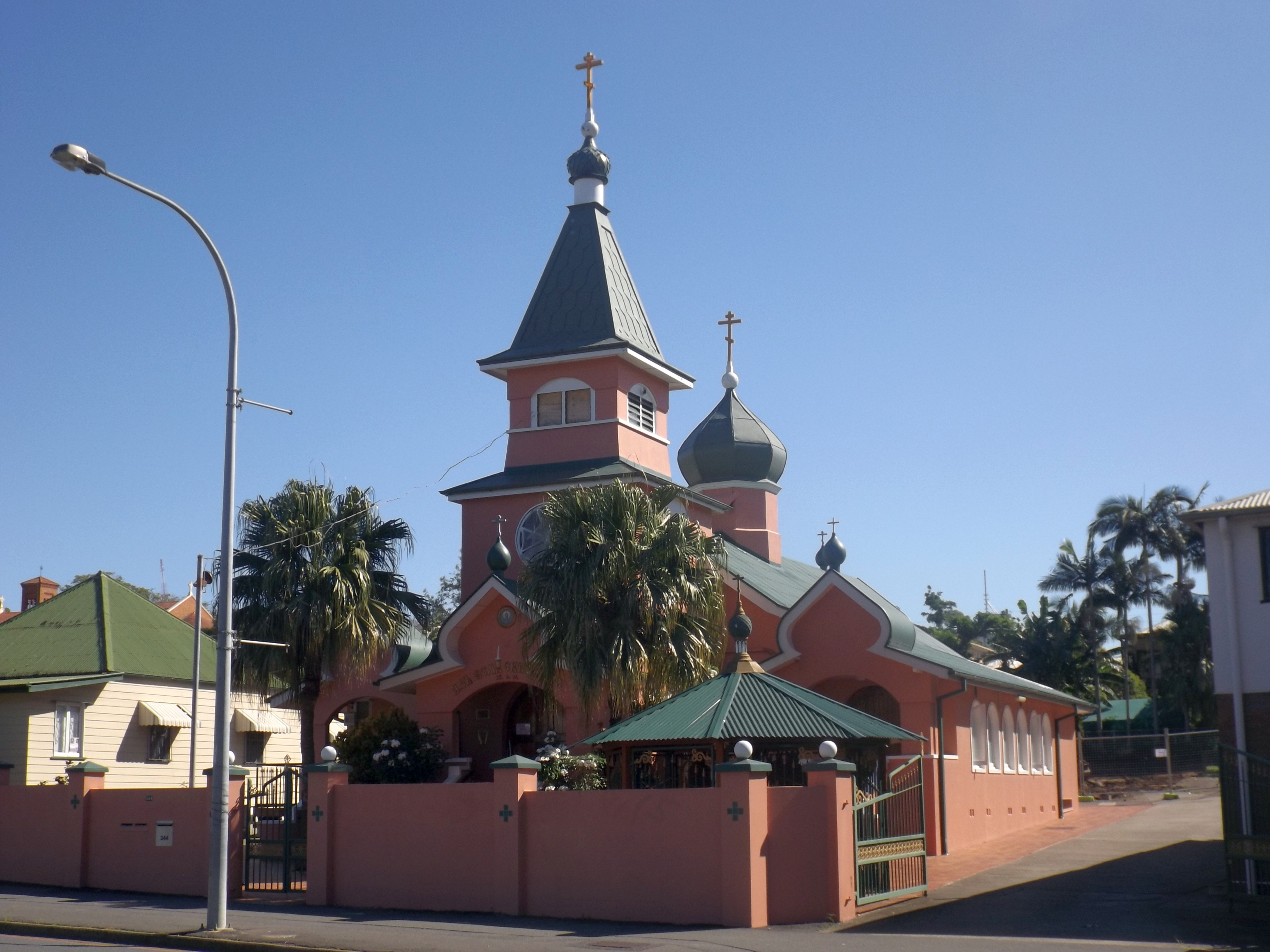
L'ex cattedrale di San Nicola a Brisbane.

L'eparchia di Sydney e di Australia-Nuova Zelanda (in russo Сиднейская и Австралийско-Новозеландская епархия?; in inglese Diocese of Sydney, Australia and New Zealand) è una eparchia della Chiesa ortodossa russa fuori dalla Russia (ROCOR).

## Territorio
L'eparchia ha giurisdizione sui fedeli dipendenti dalla ROCOR, che risiedono in Australia e Nuova Zelanda.
Sede eparchiale è la città di Sydney, dove si trova la cattedrale eparchiale dei Santi Pietro e Paolo. A Brisbane sorge l'ex cattedrale di San Nicola.
La maggior parte delle parrocchie (15) di trova nel Nuovo Galles del Sud, mentre in Nuova Zelanda ci sono solo 3 parrocchie.

## Storia
La chiesa di San Nicola a Brisbane è la prima parrocchia ortodossa russa in Australia, eretta nel 1926.
Nel 1946 il Sinodo della ROCOR ha eretto l'eparchia di Australia e Nuova Zelanda, con sede a Brisbane, trasferita nel 1950 a Sydney.
Nel 1994 la ROCOR ha dato avvio ad una missione in Corea, che dipende dall'eparchia di Sydney. Un'altra missione è stata istituita in Pakistan nel 2012.